# Кована гармата
Кована гармата — гармата, виготовлена з ковкого заліза за допомогою кування. Цей спосіб виготовлення зброї з'явився в 14 столітті та швидко поширився для різноманітних зразків вогнепальної зброї та артилерії: від ручниць і вертлюжних гармат до величезних облогових бомбард, як Mons Meg. 
Ковані гармати були дешеві та якісні для свого часу, але з 16 століття їх замінили досконаліші литі бронзові та чавунні гармати зі свердленими стволами. Всупереч доволі частим твердженням, вони не були небезпечною та грубою зброєю. Однак через відносно тендітну структуру вони заряджались лише достатньо невеликими пороховими зарядами, тож не могли зрівнятись із пізнішими литими гарматами, що стріляли металевими ядрами.

## Історія

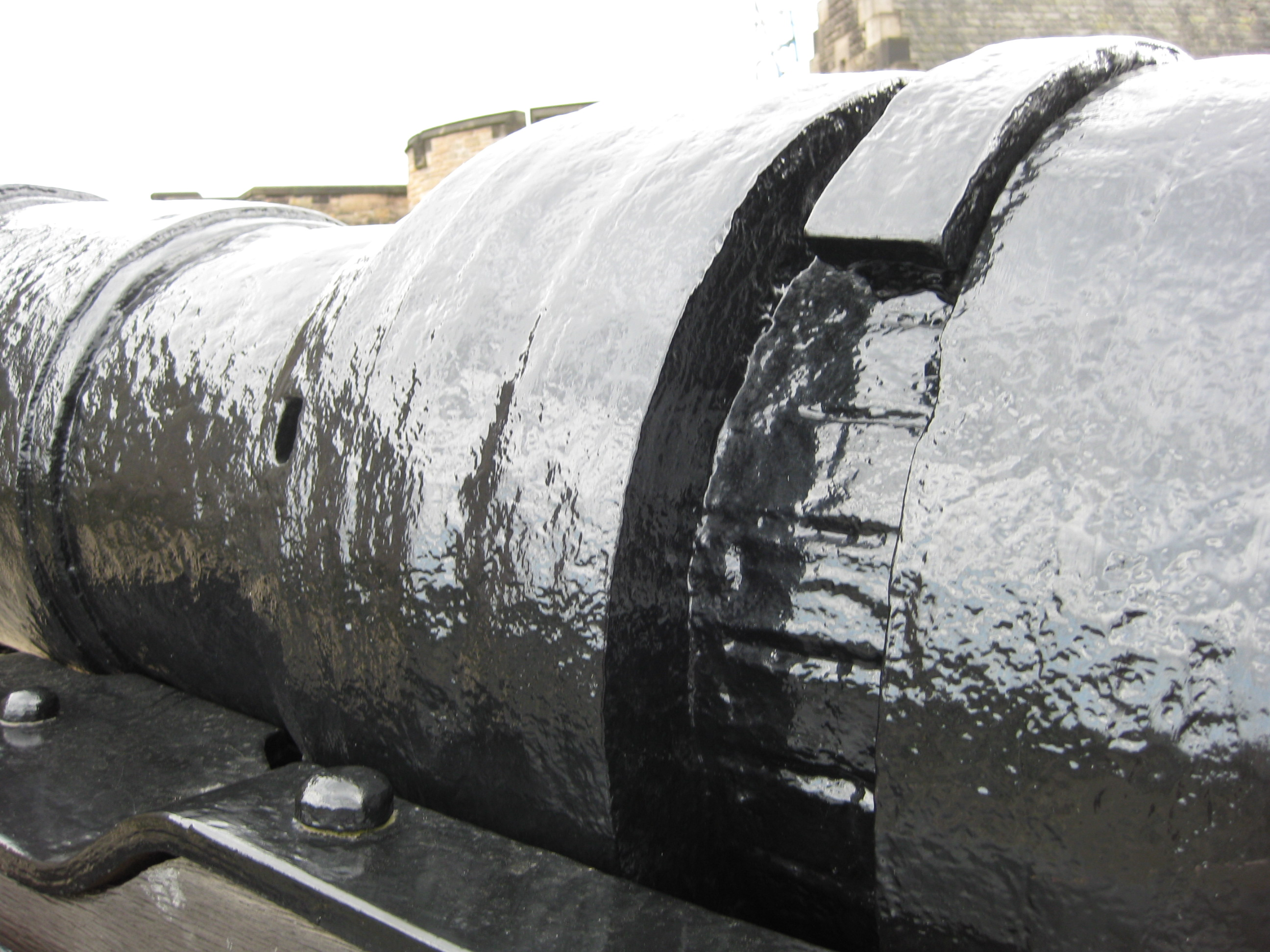
Розрив на стволі бомбарди Mons Meg. Під пошкодженим скріплювальним обручем видно металеві смуги.

У Середньовіччі залізо зазвичай отримували сиродутним способом. Станом на 14 століття, коли з'явились перші гармати, в Європі виробляли велику кількість такого заліза, високоякісного та відносно дешевого. Цей матеріал, знаний як ковке залізо, був стійкий до розриву, його можна було повторно нагрівати, легко кувати та зварювати за температури 1150—1350 °C. Всі ці якості робили його підхожим матеріалом для тогочасних гармат.
Перша згадка про казнозарядну гармату з окремою каморою датована 1338 року, де йшлось про те, що до трьох гармат були в комплекті 5 камор, імовірно, взаємозамінних. Ковану зі змуг та обручів конструкцію часто мали й великі облогові бомбарди, лише в значно більших масштабах. Бомбарди зазвичай були дульнозарядні. Інші з виготовляли литтям з бронзи, однак вони були значно дорожчі та важчі. Наприклад, кована Mons Meg (1449) мала калібр 48 см, довжину 4 м, вагу 5 тонн і вела вогонь 150-кг ядрами, а короткоствольна Pumhart von Steyr мала калібр 76—88 см, довжину 2,59 м, вагу 8 тонн і вела вогонь 690-кг ядрами. Ковані гармати різних розмірів встановлювали й на кораблі, подекуди, як на англійському Mary Rose, вони мали змішаний набір з великих бронзових та невеликих кованих вертлюжних гармат і ручниць.
Ковані гармати були дуже важливим етапом розвитку артилерії. Вони були недорогі як у виготовленні, так і в експлуатації. Попри появу значно ефективніших способів виготовлення гармат у другій половині 15 століття, вони залишались в ужитку. Наприклад, вони все ще були важливими для британського флоту до середини 16 століття. Виготовляли та застосовували їх, хоч і в менших масштабах, щонайменше до середини 17 століття. З 16 століття ковані гармати почали виходити з ужитку на користь литих бронзових. Єдиним недоліком бронзових гармат була висока вартість металу, тож повністю витіснити ковані гармати змогли лише литі чавунні гармати, що почали з'являтись наприкінці 16 століття. Створення кованого ствола було чимось подібне до виготовлення бочок, історик Джефф Кінард припускає, що завдяки цьому в англійській мові слово barrel позначає як бочку, так і ствол.
Ковке залізо знову повернулось як матеріал для артилерії в другій половині 19 століття, його почав використовувати британський промисловець Вільям Армстронг, знаний як розробник родини гармат Армстронга.

## Опис

### Виготовлення

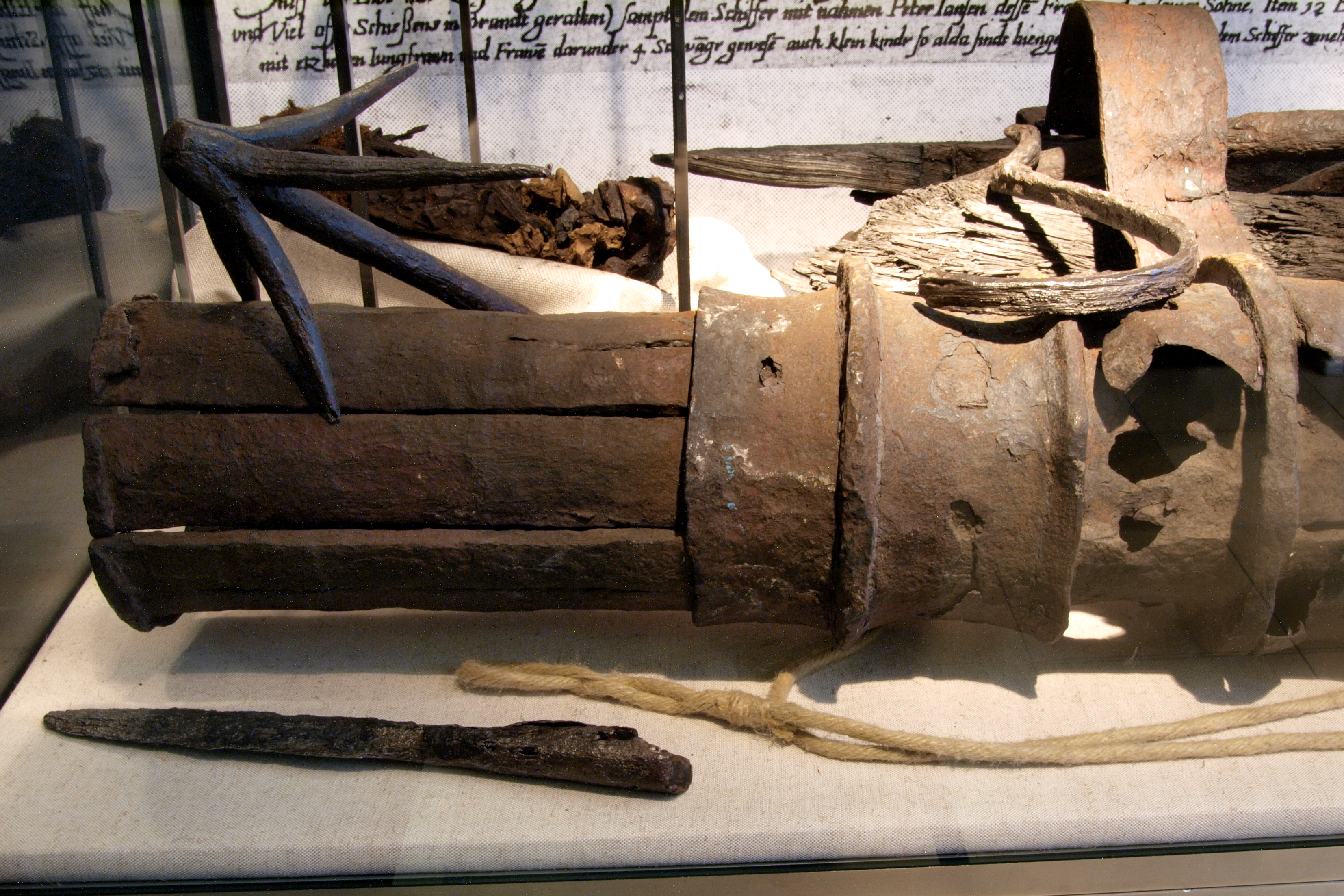
Зруйнована кована гармата, на якій чітко видно смуги та обручі

Той факт, що ковані гармати були цілковито ручною роботою, не унеможливлював їх масового виготовлення, оскільки для такої гармати було достатньо компетентності досвідченого коваля.
Невелику гармату можна було зробити з одного листа металу. Для цього використовували оправку, навколо якої куванням обгортали цей лист і закривали з одного боку.
Зазвичай канал ствола утворювали з прямих кованих смуг, які складали навколо дерев'яної оправки. Попри припущення, смуги не зварювали між собою: дослідження за допомогою рентгенівського випромінення показували, що між окремими смугами було чітко видно межі, які в разі зварювання мали бути значно менш чіткими. Іншим припущенням було скріплення за допомогою заливання розплавленого свинцю, але доказів цьому так само немає. Для скріплення ствола використовували ковані обручі та кільця, які надягали на ствол гарячими, вкриваючи ними всю довжину ствола. Далі їх могли проковувати й при охолодженні вони міцно стискали смуги.
У результаті коваль отримував міцну залізну трубу, відкриту з двох боків, що слугувала за ствол. Далі було можливо зробити або дульнозарядну, або казнозарядну гармату. Камору дульнозарядної гармати зазвичай утворювали приварюванням литого металевого елемента, який замикав один із кінців ствола. Натомість казнозарядна гармата потребувала окремої знімної камори, яку виготовляли або так само зі смужок та обручів, або сковуванням кількох шматків заліза.
Недоліком ковкого заліза була його схильність до іржі, особливо в морських умовах — на відміну від бронзи, що вкривалась патиною та зберігалась дуже довго. На деяких бургундських гарматах збереглись сліди червоної фарби проти корозії, а деякі рідкісні зразки були вкриті зовні шаром олова чи бронзи.

### Будова
Зарядна камора була призначена для вміщення порохового заряду та ядра. Вона була розташована в задній частині гармати й утримувана дерев'яними брусами та клинами або власним місцем у дерев'яній ложі. Від розміру гармати залежав і розмір камори: від розміру пивної кружки до великого пристрою, що його могли підіймати лише кілька людей.

### Снаряди
Невеликі гармати могли стріляти залізними або свинцевими ядрами, натомість більші вели вогонь кам'яними. Доволі тонкостінна та слабка конструкція кованої гармати не дозволяла стрільбу важкими ядрами великого калібру. Мармур і граніт мають приблизно втричі меншу густину за залізо, що дозволяло кам'яним ядрам отримувати або більшу початкову швидкість, або для забезпечення однакової швидкості був потрібний удвічі менший заряд пороху — близько третини маси ядра.

## Репліки
1999 року Королівська збройна палата збудувала репліку великої кованої гармати, знайденої на кораблі Mary Rose (затонув 1545 року), та провела її випробування. 0,91-кг заряд пороху забезпечив 5,4-кг ядру початкову швидкість 141 м/с, тоді як для 1,6-кг заряду та 6,2-кг вапнякового ядра швидкість склала 298 м/с. Цей снаряд пробив три шари деревини, що імітувала корабель. При випробуваннях гармата продемонструвала й одну з проблем такої конструкції — через завеликий пороховий заряд її розірвало.